# DMM.futureworks
株式会社DMM.futureworks（ディーエムエムドットフューチャーワークス、英: DMM.futureworks Co., Ltd.）は、かつて存在したモバイル向けゲーム等の企画・制作・運営などを主な事業としていた日本の企業。DMM.comのグループ企業であった。

## 略歴
2012年8月、プロデュース企画、音楽・映像コンテンツの制作事業を行うWideWireWorks株式会社として東京都中央区日本橋に設立された。
2015年8月に株式会社DMM.futureworksへ社名を変更し、DMM.comのグループ会社となる。また、スタジオモリケンを前身として、アニメスタジオ「ダブトゥーンスタジオ」を設立、本社を東京都渋谷区恵比寿に移転。同年9月、横浜市にて世界初のホログラフィック劇場「DMM VR THEATER」をオープン。
2017年2月、代表取締役交代により内海洋が就任。同年3月、本社を東京都港区六本木へ移転。
2018年6月、3DCGスタジオ「Creative Studio Mzo」を設立。
2020年4月末、DMM VR THEATERを閉館。同年8月、代表取締役交代により市川大介が就任。同社11月17日、株式会社ReplyDataとバーチャルタレントグループ『カソウコンボ』をスタート。
2021年8月、代表取締役交代により鶴田直一が就任。同年9月30日、アニメ制作事業を担っていたダブトゥーンスタジオを同年9月16日にPONTOONとツインエンジンの出費により設立された「株式会社スクーターフィルムズ」へ事業譲渡した。
その後DMM.futureworksはデジタルエンタテインメント事業からも撤退し、2022年2月1日付でDMM.comに吸収合併され解散した。

## 作品

### テレビアニメ
- イエスタデイをうたって（2020年、制作）

### Webアニメ
- 生放送アニメ 直感×アルゴリズム♪ 2nd Season（2018年、技術協力[8]）

### ゲーム
- コウペンちゃん はなまる日和（2019年4月4日サービス開始、2021年12月27日サービス終了）

## 所属バーチャルタレント
- 亞乃音のあ（フリーランス）
- 咲来のどか（活動停止）
- 病ヰミヤ（活動停止）
- 黒ヱるあ（現所属：StartUP）

## 関連人物
- 内海洋（プロデューサー、元取締役、元代表取締役）
- 福原慶匡（プロデューサー、元執行役員）
- 黒田貴泰（元代表取締役）
- 寺井禎浩（元執行役員）
- 市川大介（元代表取締役）
- 鶴田直一（代表取締役）
- 森井ケンシロウ（アニメ監督・演出家・漫画家、ダブトゥーンスタジオ所属）
- 宮嶋星矢（アニメ監督・演出家・漫画家、ダブトゥーンスタジオ所属）
- 衣谷ソーシ（作画・イラストレーター・漫画家、ダブトゥーンスタジオ所属）
- 渡辺タスク（プロデューサー、南方研究所所属）
- 篠原ぱらこ（アニメ監督・演出家・脚本家）